# Hidroeléctrica Moncabril
Hidroeléctrica de Moncabril fue una empresa española dedicada a la producción de energía eléctrica. Fue fundada en 1946 con el objetivo de explotar los recursos hídricos en las provincias de Zamora y Orense para la producción de energía hidroeléctrica. Fue absorbida por Unión Eléctrica Madrileña (después Unión Fenosa) en 1969. 
Hidroeléctrica de Moncabril era la propietaria del embalse de Vega de Tera, que reventó en 1959 produciendo la muerte de 144 habitantes de la localidad zamorana de Ribadelago. Varios directivos de la empresa fueron procesados por el desastre, pero ninguno de ellos llegó a ingresar en prisión.

## Historia

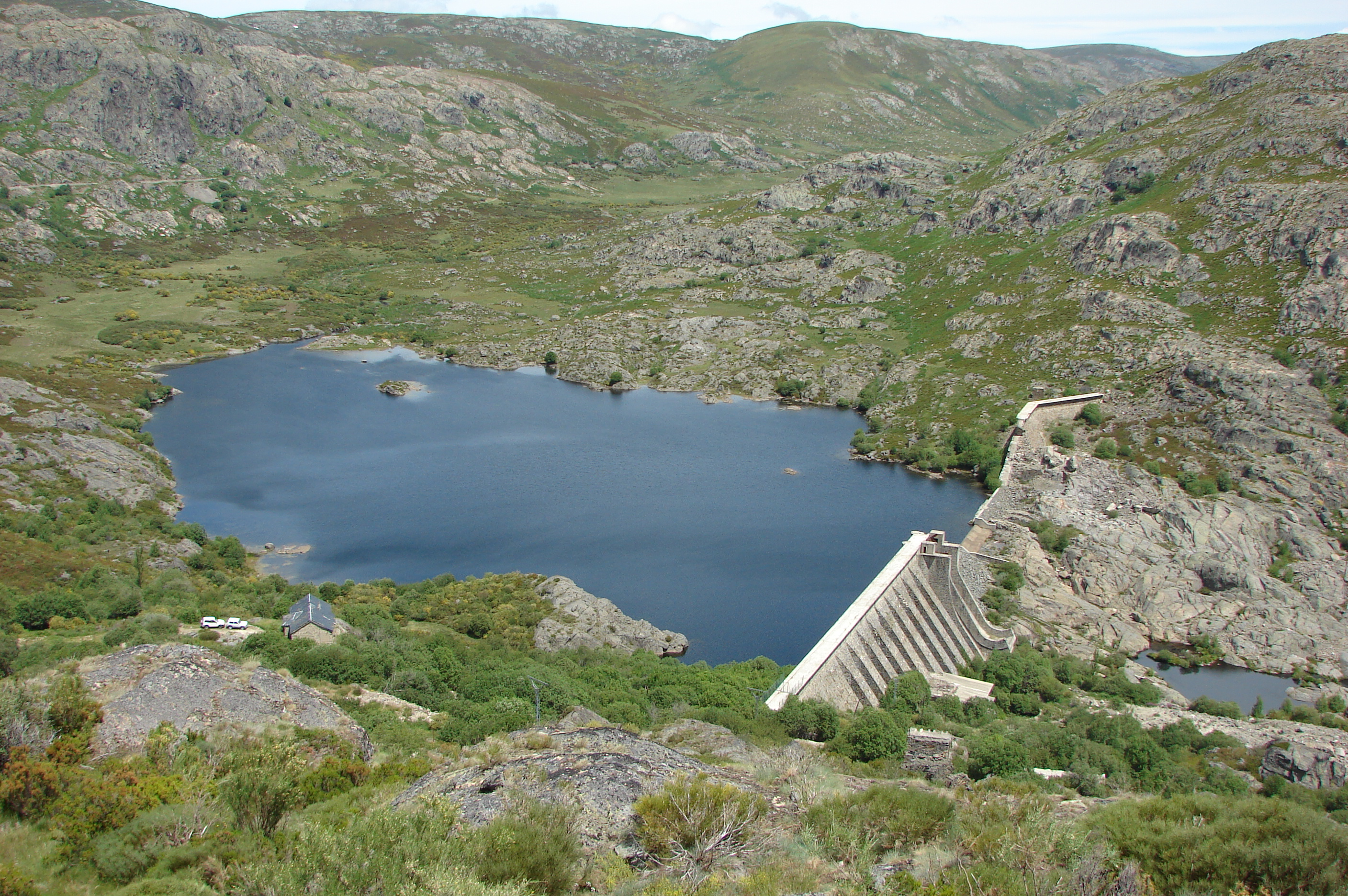
Embalse de Vega de Tera, que originó la catástrofe de Ribadelago.

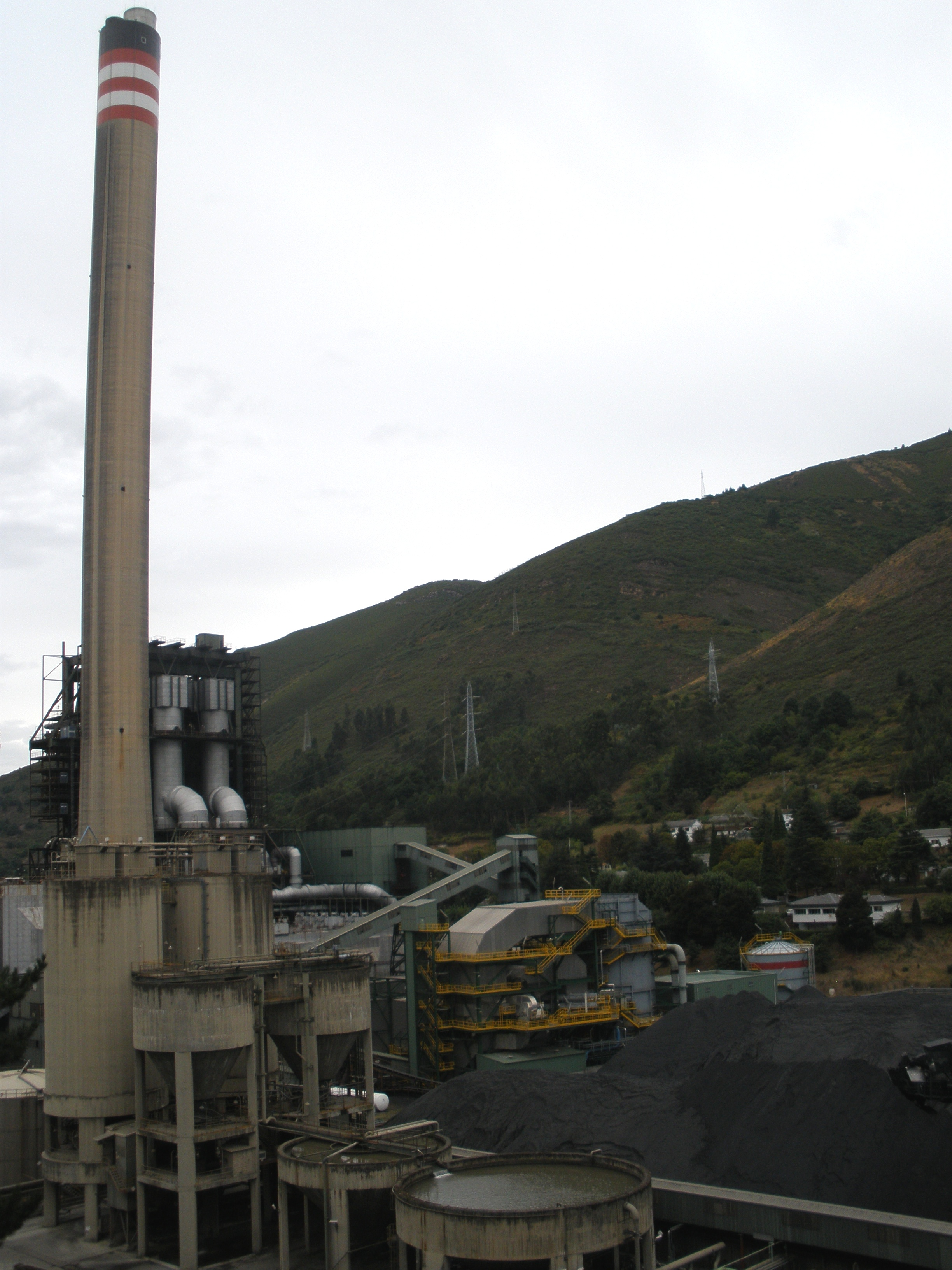
Central térmica del Narcea en Tineo, puesta en servicio en 1965.

Hidroeléctrica Moncabril, S.A. fue fundada en Madrid en junio de 1946. Contaba con los saltos de Moncalvo y Cabril, que daban nombre a la sociedad, en la provincia de Zamora. Su capital inicial fue de 25 millones de pesetas, y su primer presidente Javier Martín-Artajo, un exdiputado de la CEDA hermano del ministro de asuntos exteriores de Franco, Alberto Martín-Artajo Álvarez. La empresa nació, pues, con una clara vinculación al régimen.
En 1947 consiguió una concesión del Ministerio de Obras Públicas para la explotación hidrográfica de la cuenca alta del río Tera. En 1950 comenzó las obras de un complejo sistema de embalses y canales denominado Salto de Moncabril, que surgieron de la necesidad de obtener fuentes de energía durante el franquismo. Su producción, al igual que la de su coetánea Saltos del Sil, sería destinada a la zona centro del país, especialmente a Madrid.
En 1957, la empresa era propiedad al 60% por el Instituto Nacional de Industria y al 40% por capital privado, contando con un capital social de 1000 millones de pesetas.
Una de las presas que formaba parte del sistema, el embalse de Vega de Tera, colapsó el 9 de enero de 1959, causando la tragedia de Ribadelago al verter 8 000 000 de m³ de agua sobre la localidad de Ribadelago, que quedó arrasada causando la muerte de 144 personas.
El proceso judicial posterior seguido en la Audiencia Provincial de Zamora culpó en exclusiva a un encargado de obra, mientras que los directivos de Hidroeléctrica de Moncabril señalados en el proceso resultaron con penas de privación de libertad tan exiguas que nunca ingresaron en prisión y, tras los recursos interpuestos, fueron indultados por el Gobierno. La empresa fue condenada a pagar 19 378 732 pesetas. Poco después de la catástrofe, se creó una comisión encargada de investigar y supervisar las presas de Hidroeléctrica de Moncabril. El 23 de febrero, la empresa fue instada a rebajar el nivel del embalse de Puente Porto, así como a mantener un resguardo de 3 m de altura en previsión de posibles avenidas. Tenía ya en construcción el embalse de Prada, en la comarca de Valdeorras, que fue inaugurado por el general Franco el 15 de septiembre de 1961.
A principios de la década de 1960 la empresa, con la finalidad de aprovechar el carbón extraído en las minas de la cuenca alta del río Narcea y de la zona norte de la provincia de León, inició la construcción de la Central térmica del Narcea, que entraría en servicio en 1965.
Hidroeléctrica de Moncabril fue absorbida por Unión Eléctrica Madrileña en 1969, pasando sus activos a depender de la compañía de Madrid. En 1982, Unión Eléctrica Madrileña llega a un acuerdo de fusión con la gallega Fuerzas Eléctricas del Noroeste (FENOSA), resultando Unión Fenosa, propietaria de la instalación hasta 2009, cuando fue absorbida por Gas Natural.
Los Saltos de Moncabril y otros sistemas en los ríos Bibey y Jares fueron vendidos por Unión Fenosa a Endesa en los años 1980.